# Hannes Androsch
Johannes Androsch, dit Hannes Androsch, né le 18 avril 1938 à Vienne et mort  dans la même ville le 11 décembre 2024,, est un entrepreneur et consultant, un homme politique social-démocrate autrichien
Ministre autrichien des Finances de 1970 à 1981 et vice-chancelier de 1976 à 1981 ; et un banquier qui de 1981 à 1988 a été directeur général de la Creditanstalt-Bankverein (la principale banque d'Autriche à l'époque) et par la suite conseiller de la Banque mondiale.